# Lessonia oreas
Lessonia oreas là một loài chim trong họ Tyrannidae.
Loài chim này tìm thấy ở Andes ở Nam Mỹ. Loài này có liên quan chặt chẽ với, và từ lâu đã được coi là cùng một loài với, negrito Austral của miền nam Nam Mỹ. Đây là loài đơn loài, không có phân loài.